# Pitch (Cricket)
Die Cricket Pitch ist der Teil des Spielfeldes zwischen den beiden Wickets, ungefähr in der Mitte des Cricketfeldes. Er ist der wichtigste Bereich des Platzes. Im Amateurbereich ist heute häufig Kunstrasen in Verwendung, doch im professionellen Cricket wird immer auf natürlichem Rasen gespielt. Der übrige und größte Teil des Spielfeldes ist immer aus Naturrasen.

## Maße

Pitch und Linien

Die Pitch ist 22 Yards (20,12 m) lang, genau der Abstand zwischen den Wickets, und 10 Fuß (3 m) breit. Die Oberfläche ist sehr eben und normalerweise mit sehr kurz gehaltenem Gras bewachsen, das sich während eines Spiels allerdings sehr schnell abnutzt.
An den beiden Schmalseiten der Pitch stehen die beiden Wickets jeweils in der Mitte einer Bowling Crease genannten Linie, die 8 Fuß und 8 Zoll lang (2,64 m) ist. Vier Fuß (1,22 m) vor dem Wicket, d. h. in Richtung des jeweils anderen Wickets, liegt parallel dazu eine mindestens 12 Fuß (3,63 m) lange Linie, die Popping Crease. Im rechten Winkel zu den erstgenannten Linien, genau an die Bowling Crease anschließend, liegt zu beiden Seiten eine Return Crease, die an der Popping Crease beginnt und mindestens 4 Fuß (1,22 m) hinter die Bowling Crease reicht.
Bei den sichtbaren weißen „Linien“ handelt es sich genau genommen nur um die Linienmarkierungen, die eigentlichen Linien sind im Falle der Return Crease die Innenkanten und bei den anderen beiden Linien die hinteren (vom entfernteren Wicket entfernt) gelegenen Kanten.
Die Pitch wird auch häufig als „Wicket“ bezeichnet. Dies ist regeltechnisch zwar nicht korrekt, aber im jeweiligen Kontext ist eine Verwechslung mit den „richtigen“ Wickets praktisch ausgeschlossen.

## Square

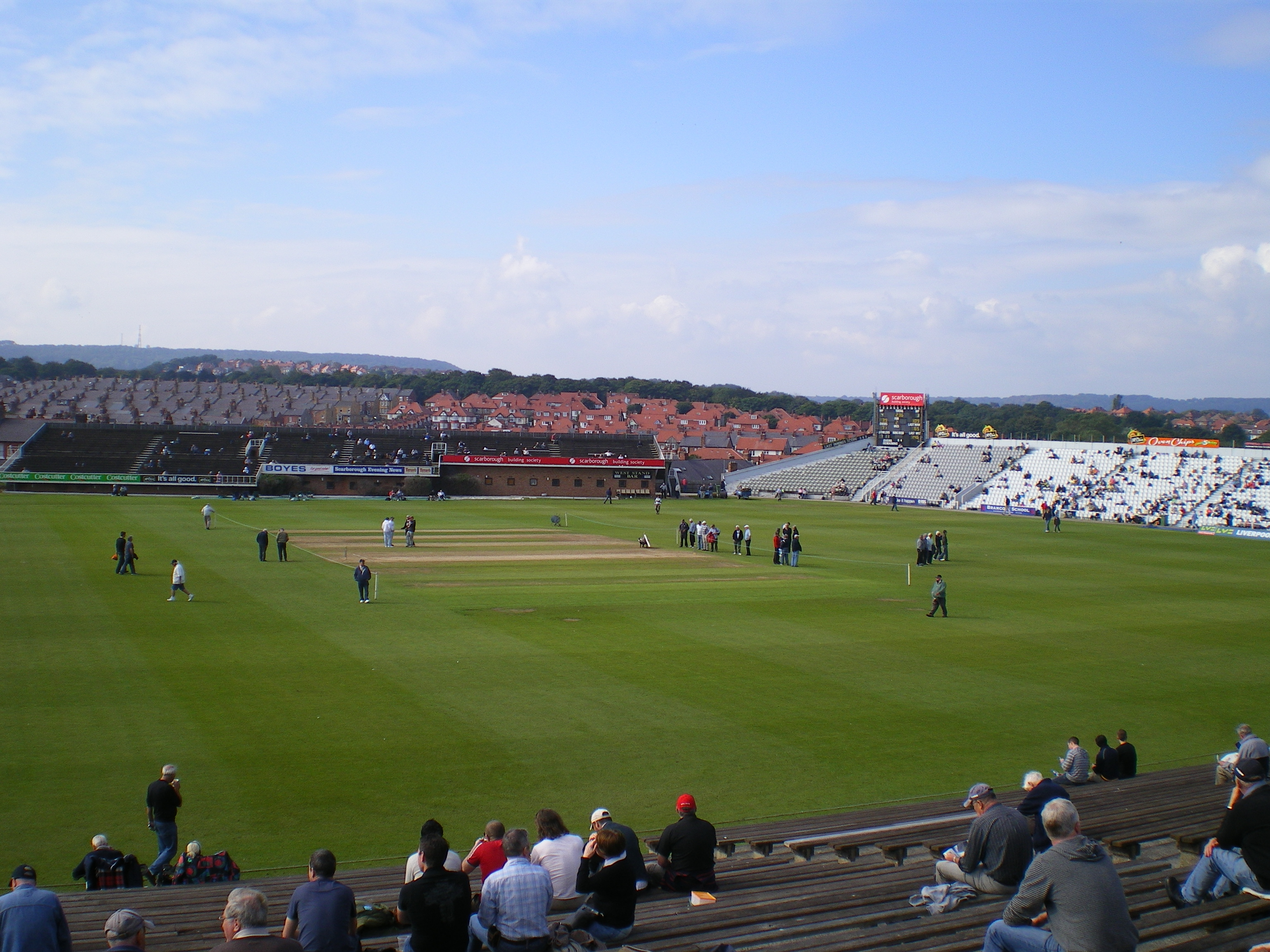
Square mit vielen pitches auf dem North Marine Road Ground, Scarborough

Aufgrund der starken Beanspruchung einer Naturrasen-Pitch müssen über eine Saison hinweg eine Reihe von Pitches verwendet werden, manchmal bis zu einem Dutzend. Diese werden nebeneinander im zentralen Bereich des Platzes, Square genannt, angelegt, und möglichst gleichmäßig in der Saison benutzt. Für wichtige Spiele wird dabei im Allgemeinen eine zentral gelegene Pitch verwendet.

## Pitchabdeckung
Nach Regel 10 der Laws of Cricket darf die Pitch während des Spiels nur abgedeckt werden, wenn die Spielbestimmungen oder Abmachungen vor der Toss (Münzwurf) dies ausdrücklich zulassen. Der Anlauf des Bowlers allerdings soll wenn möglich bei feuchter Witterung immer abgedeckt werden. Zu Beginn eines Spieltages oder wenn die Pitch während einer Spielunterbrechung wegen Regens abgedeckt wurde, werden die Abdeckungen, sobald die Witterung dies zulässt, wieder entfernt. Im professionellen Cricket sind Pitchabdeckungen, covers, heute aber die Norm.

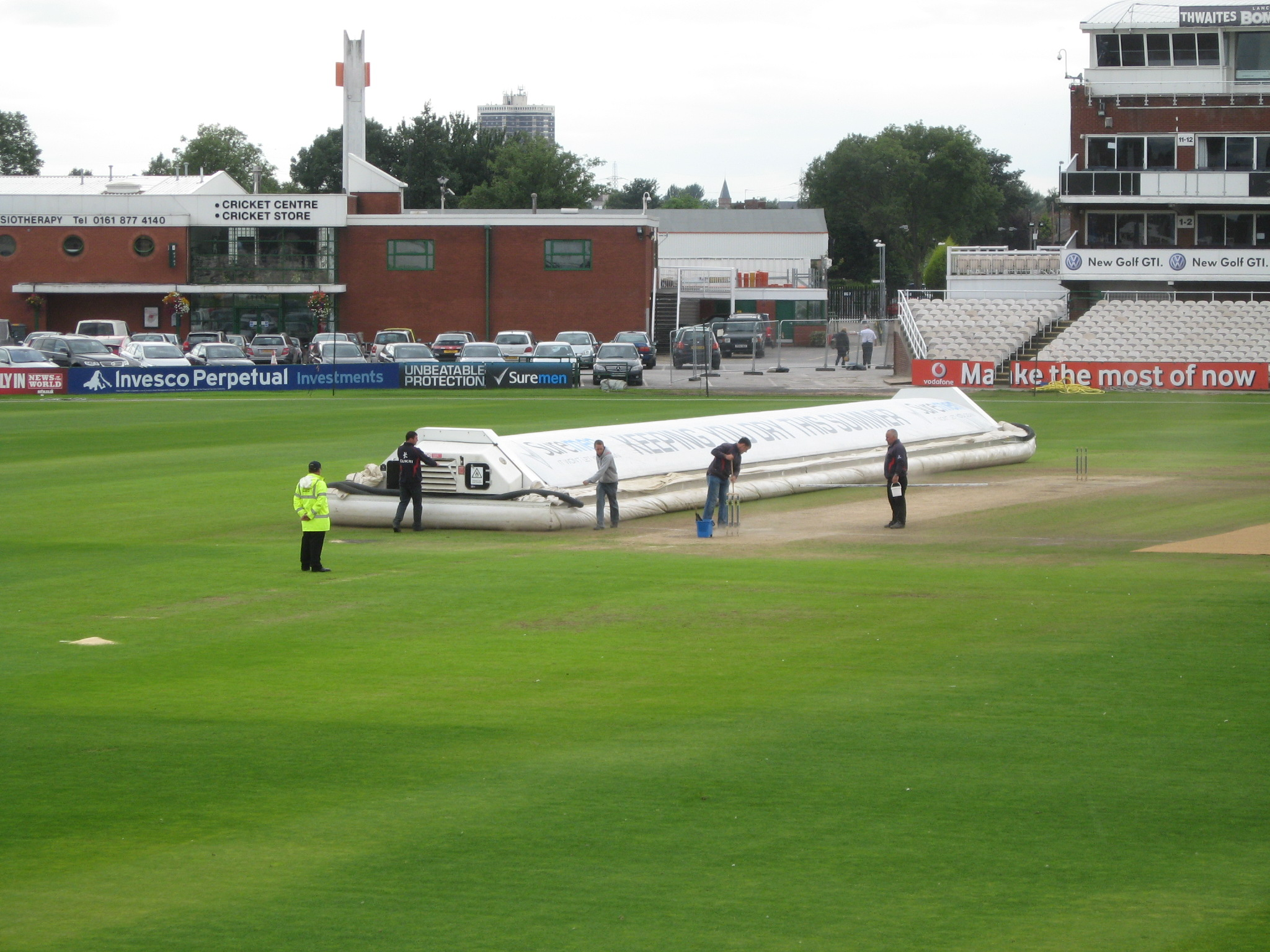
Hover Cover auf dem Old Trafford Ground, Manchester

## Protected Area
Die Protected Area, bis zum Jahr 2000 Danger Area genannt, ist ein schmaler Streifen, der die Mitte der Pitch entlang läuft. Sie ist 2 Fuß breit und beginnt und endet jeweils 5 Fuß vor den Popping Creases.
In diesem Bereich kommt normalerweise der Ball beim Wurf auf, und eine über die normale Beanspruchung hinausgehende Beschädigung gäbe dem Bowler einen unfairer Vorteil gegenüber dem Batter.
Der Bowler darf deshalb nach dem Wurf nicht in diesen Bereich laufen.
Sollte dies doch geschehen, werden er und sein Kapitän bei den ersten beiden Verstößen verwarnt.
Nach dem dritten Vorfall darf er im laufenden Innings ab sofort nicht mehr bowlen, selbst wenn dies im Laufe eines Overs geschieht. Die entsprechende Regel verbietet es jedoch weder dem Bowler noch einem der übrigen Feldspieler, diesen Bereich im weiteren Spielverlauf zu betreten, um den Ball zu spielen.

## Zustand der Pitch
Der Zustand der Pitch hat großen Einfluss auf das Spielgeschehen, da der Ball beim Wurf fast immer vor dem Batter auf der Pitch aufkommt. Insbesondere bei Mehrtages-Spielen kommt es häufig vor, dass eine Pitch, die am Anfang für die Batter noch einfach zu spielen ist, den Bowlern im Verlauf des Spiels immer mehr Vorteile verschafft. Dies ist vor allem für Mehrtagesspiele relevant.
Dies wird dadurch erreicht, dass in modernen Pitches die Bodenzusammensetzung so angepasst wird, dass ein langsames Austrocknen des Pitches über die Zeit erfolgt. Je nach Bodenbedingungen, Wetterbedingungen und nach Präparierung, wird traditionell häufig folgendes Schema angestrebt. Der Pitch am ersten Tag unterstützt die Fast-Bowler und liefert potentiell Unterstützung für Swing- und Seam-Bowler. Der Bounce den der Ball vom Auftreffen auf dem Boden erhält soll dabei gut für die Batter einschätzbar sein (als „true“ bezeichnet). Da das Wässern des Pitches während des Spiels nicht erlaubt ist, setzt ab dem zweiten Tag eine Austrocknung ein. Dies bietet den Battern die beste Möglichkeit Runs zu erzielen. Mit fortschreitender Zeit rauen Bereiche die von den Fast-Bowlern immer wieder als Zielfläche getroffen werden auf (oft als „Rough“ bezeichnet). Im Laufe des vierten Tages kann dann bei idealer Präparierung ein stärkeres Austrocknen dafür sorgen, dass sich Risse im Boden bilden. Das „Rough“ und diese Risse ermöglichen es dann den Spin-Bowlern so zu Bowlen, dass der Ball beim Bodenkontakt mehr Halt erfährt, und damit stärkeren Richtungsänderungen widerfährt. Dies macht es dann den Battern schwerer Runs zu erzielen und erhöht die Gefahr für die Verluste von Wickets. Damit wird dann die Wahrscheinlichkeit erhöht, dass das Spiel mit einem Ergebnis abseits des Remis endet.
Die Preparation des Pitches ist ein Prozess über mehrere Wochen. Generell wird auf Erden gespielt die einen höheren Tonerdenanteil aufweisen und mit einem Rasen versehen sind. Dieser wird zunächst auf der einheitlichen Länge des gesamten Spielfeldes gehalten. So sind in England beispielsweise 8 bis 12 mm üblich. In der Vorbereitung der Präparation wird die Rasenhöhe langsam reduziert, beispielsweise auf 2 bis 5 mm. Auch wird durch Kontrolle der Wässerung der Feuchtegehalt der oberen Bodenschichten kontrolliert. Die eigentliche Präparation ist durch einen zwischen fünf und vierzehn Tage dauernden Programm in dem Walzen zur Verdichtung des Bodens, Bürsten und Mähen gegeben. Der verdichtete und langsam austrocknende Boden sollte dann eine ausreichende Festigkeit des Bodens erzeugen, so dass der Ball auf dem Boden ein gutes Springverhalten zeigt.
Vor dem Spiel wird durch die sogenannte Toss, d. h. durch Münzwurf zwischen den beiden Kapitänen, ausgelost, wer darüber entscheiden darf, welche Mannschaft mit dem Schlagen beginnt. Die Tatsache, dass sich der Zustand der Pitch im Laufe des Spiels stark verändern kann, hat einen großen Einfluss auf diese Entscheidung.
Generell variieren die Pitches von Stadion zu Stadion und vor allem zwischen den verschiedenen Klimazonen. Während südasiatische Pitches häufig mehr den Spin-Bowlern entgegenkommen helfen Pitches in England oder Australien häufig mehr den Fast-Bowlern. Der individuelle Pitch kann dann heftig vom örtlichen Kurator beeinflusst werden. Beim Aufbau des Pitches ist vor allem die Komposition aus verschiedenen Sanden und Tonerden entscheidend. Die Art des genutzten Zusammensetzung, die häufig durch die Farbe erkennbar ist (beispielsweise schwarz oder rot), sorgt dann für unterschiedliche Haltbarkeit der Spielfläche. Dies ist vor allem dadurch bedingt, dass unterschiedliche Kompositionen unterschiedlich lang das Wasser halten können. Typische Erden, die genutzt werden, sind Smektiten (beispielsweise Australien), Kaolinit und Illit. Durch Walzen wird der Boden verdichtet und die Länge des Grases der zu Beginn des Spiels auf dem Pitch gewachsen hat spielt vor allem in den ersten Stunden des Spiels eine große Rolle.
Generell kann man so zwischen drei Formen eines Pitches unterscheiden: Grüner Pitch („Green Pitch“), Staubiger Pitch („Dusty Pitch“) und „Dead Pitch“. Der „Green Pitch“, der vorwiegend in Australien, England und Südafrika vorzufinden ist, zeichnet sich durch hohe Feuchtigkeit aus und liefert damit einen erhöhten Bounce des Balles. Er ist häufig mit Grass bedeckt, so dass er Fast-Bowlern Vorteile bietet, während Spin-Bowler oft Probleme haben dem Ball Halt zu verschaffen. Die anderen beiden Arten sind Vorwiegend in Südasien anzutreffen und erlauben im Fall des „Dusty Pitch“ entweder den Spin-Bowlern Vorteile, oder im Fall des „Dead Pitch“ den Battern. Hier spielt neben der häufig anzutreffenden Trockenheit der Pitches vor allem die bearbeitung durch Walzen eine entscheidende Rolle.

## Drop-In Pitch
Drop-In Pitches wurden erstmals im WACA Ground in Perth eingeführt. Dabei wird, während der Cricket Saison ein präparierter Pitch, der sich in einer Stahlkonstruktion befindet, im Stadion installiert. Es erlaubt damit, dass außerhalb der Cricket-Saison andere Veranstaltungen im Stadion unbeeinträchtigt stattfinden können, ohne dass der Pitch dabei beeinträchtigt wird. Allerdings werden die damit eingerichteten Pitches teils stark kritisiert. Größter Kritikpunkt ist, dass dadurch, dass die Erdmasse des Pitches in einer Stahlwanne eingeschlossen ist, diese zusätzlichen Halt aufweist und nicht nach mehreren Tagen aufbricht. Da letzteres den Bowlern hilft Wickets zu erzielen, kann es dadurch zu einem eher uninteressanten Spielverlauf kommen.

## Manipulation und Skandale
Die Präparierung des Pitches ist ein üblicher Diskussionspunkt bei Spielen in den oberen Ligen oder im internationalen Cricket. Dadurch, dass der Kurator des Pitches einen großen Einfluss auf den Zustand und die Spielbarkeit des Pitches hat, kann sich vor allem die Heimmannschaft potentiell Vorteile verschaffen. Um diesem zu begegnen, führte die County Championship in England im Jahr 2015 die Regel ein, dass ein Münzwurf zum Entscheid des Schlagrechts nur noch dann durchgeführt wird, wenn die Auswärtsmannschaft es ablehnt als Feldmannschaft zu beginnen. Damit sollten die Kuratoren dazu angehalten werden fairere Pitches zu produzieren. Diese Regel wurde für die Saison 2020 wieder abgeschafft. Im Mai 2018 veröffentlichte der TV-Sender Al Jazeera einen Report, dass mehrere Person bei der Manipulation von Pitches bei internationalen Spielen in Galle überführt wurden, wobei es sich dabei um Wettmanipulationen handeln solle. Der ICC konnte jedoch nach einer Untersuchung keine Wettmanipulationen feststellen.
In einzelnen Fällen mussten Spiele abgebrochen werden, da der Pitch als zu Gefährlich eingestuft wurde. So musste der erste Test der Tour Englands in den West Indies im Januar 1998 im Sabina Park in Kingston nach nur 62 Bällen abgebrochen werden, nachdem mehrere Spieler durch Bälle getroffen wurden. Bei einem One-Day International bei der Tour Sri Lankas in Indien im Dezember 2009, dass im Feroz Shah Kotla Ground in Delhi ausgetragen wurde, musste im 24. Over abgebrochen werden, da der Bounce extrem variabel war und so das weiterspielen zu gefährlich war. Daraufhin wurde das zuständige Pitch-Komitee des indischen Verbandes und die zuständige Personal im Stadion entlassen.

## Abgeleitete Begriffe
Im Englischen wird abgeleitet von dem Substantiv pitch auch das Aufkommen des Balles durch den Wurf des Bowlers auf dieser Pitch mit dem Verb to pitch beschrieben. In diesem Zusammenhang wird ein weit vor dem Striker aufkommender Ball als pitched short, einer vergleichsweise nahe am Batter auftreffender als pitched up und ein im mittleren Abstand platzierter Ball als pitched on a length bezeichnet.
Anders als im Baseball beschreibt das Wort pitch nicht den Wurf selbst, dafür benutzt man im Cricket die Begriffe ball oder delivery.